# 木村秀弘
木村 秀弘（きむら しゅうこう、1913年（大正2年）10月22日 - 1975年（昭和50年）6月29日）は、国税庁長官。日本専売公社総裁。

## 経歴
福井県出身。1936年、高等試験行政科試験に合格。翌1937年、東京帝国大学法学部法律学科卒業。大蔵省に入る。主計局属。1942年、陸軍司政官となる。1946年6月、神戸税関監視部長、1949年6月1日、主税局税関部業務課長、1952年3月15日、大臣官房会計課長、1954年10月、印刷局業務部長、1955年10月、東京税関長、1957年6月11日、大蔵省主税局税関部長、1960年6月、防衛庁経理局長となり、1962年、国税庁長官に就任する。その後、東海製鉄常務、富士製鉄常務、新日本製鐵常任監査役を経て、1973年、専売公社総裁。1975年、現職のまま死去した。